# Leijenloop
De Leijenloop is een beek in het noorden van de Nederlandse provincie Drenthe. Tot en met de tweede helft van de 19e eeuw mondde de beek uit in de grotendeels verdwenen 'Woldsloot', tegenwoordig in het Paterswoldsemeer.
Oorspronkelijk had het beekje zijn oorsprongsgebied in Paterswolde. Door de verdere groei van het dorp aan het eind van de 19e eeuw werd de beek afgesnoerd bij het landgoed De Braak.
Na De Braak loopt de beek in noordwaartse richting, langs het Hesselinksbos en het Kluivingsbos. Bij het Kluivingsbos maakt de beek een bocht in oostelijke richting. Ter hoogte van dit bos heeft Waterschap Noorderzijlvest in 2024 met Europese subsidie natuurvriendelijke oevers laten aanleggen.